# دارک سولز ۲
دارک سولز ۲ (انگلیسی: Dark Souls II) یک بازی ویدئویی در سبک نقش‌آفرینی اکشن است که توسط فرام سافتور توسعه یافته و به‌وسیلهٔ باندای نامکو انترتینمنت در سال ۲۰۱۴ منتشر شد. دارک سولز ۲ در پلت‌فرم‌های اکس‌باکس ۳۶۰، پلی‌استیشن ۳، مایکروسافت ویندوز، پلی‌استیشن ۴، اکس‌باکس وان منتشر شده‌است. دنبالهٔ این بازی با عنوان دارک سولز ۳، در مارس ۲۰۱۶ در ژاپن و آوریل همان سال در سراسر جهان عرضه شد.